# Schoenlandella
Schoenlandella är ett släkte av steklar. Schoenlandella ingår i familjen bracksteklar.

## Dottertaxa tillSchoenlandella, i alfabetisk ordning[1]
- Schoenlandella acrenulata
- Schoenlandella antennalis
- Schoenlandella atra
- Schoenlandella atricornis
- Schoenlandella bifoveata
- Schoenlandella coelofrons
- Schoenlandella deserta
- Schoenlandella diaphaniae
- Schoenlandella evelinae
- Schoenlandella flavipennis
- Schoenlandella forticarinata
- Schoenlandella fossata
- Schoenlandella fulva
- Schoenlandella fulviventris
- Schoenlandella glabra
- Schoenlandella gloriosa
- Schoenlandella goosei
- Schoenlandella hymeniae
- Schoenlandella indica
- Schoenlandella insculpta
- Schoenlandella iqbali
- Schoenlandella latifrons
- Schoenlandella longimala
- Schoenlandella longipennis
- Schoenlandella maculata
- Schoenlandella minor
- Schoenlandella minuta
- Schoenlandella nigra
- Schoenlandella nigricollis
- Schoenlandella nigricornis
- Schoenlandella nigrindica
- Schoenlandella nigromaculata
- Schoenlandella nitida
- Schoenlandella obscuriceps
- Schoenlandella pulchripes
- Schoenlandella punctata
- Schoenlandella rasi
- Schoenlandella robusta
- Schoenlandella rufator
- Schoenlandella rufomaculata
- Schoenlandella saeedi
- Schoenlandella sahelensis
- Schoenlandella scotti
- Schoenlandella striatifrons
- Schoenlandella szepligetii
- Schoenlandella tegularis
- Schoenlandella testacea
- Schoenlandella testaceipes
- Schoenlandella trimaculata
- Schoenlandella tristis
- Schoenlandella uniformis
- Schoenlandella variegata
- Schoenlandella verticalis
- Schoenlandella xanthostigma